# Nitzan Horowitz

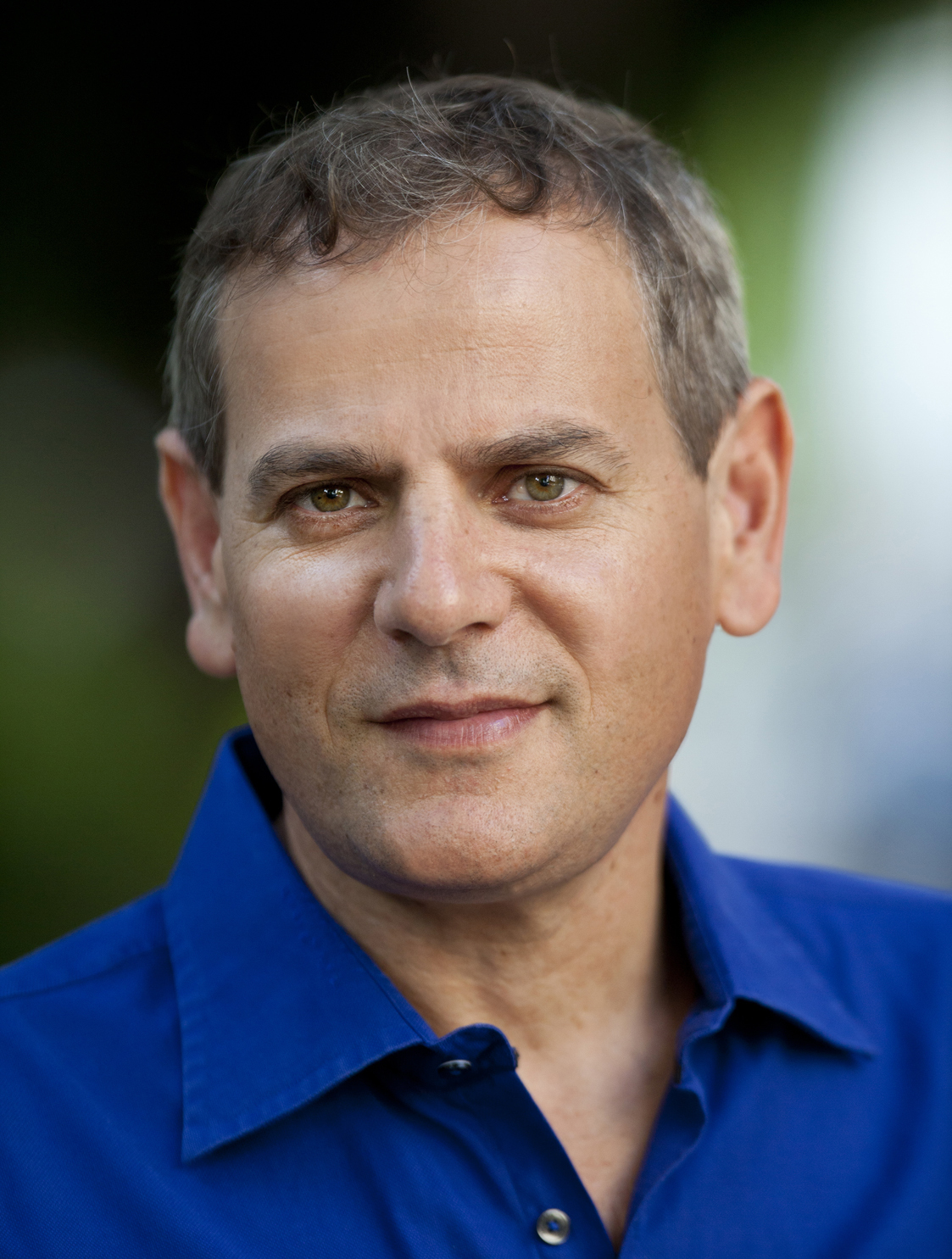
Nitzan Horowitz (2012)

Nitzan Horowitz (hebräisch ניצן הורוביץ, * 24. Februar 1964 in Rischon LeZion) ist ein israelischer Journalist und Politiker. Von 2019 bis 2022 war er Vorsitzender der Partei Meretz und von Juni 2021 bis Dezember 2022 war er israelischer Gesundheitsminister im Kabinett Bennett-Lapid.

## Leben
Nitzan Horowitz studierte Rechtswissenschaften an der Universität Tel Aviv. Von 1983 bis 1987 war er als Nachrichtensprecher beim Radiosender Galei Zahal angestellt. Von 1987 bis 1989 war er als Journalist für die Zeitung Chadaschot tätig, von 1989 bis 2002 als Journalist für die Tageszeitung Haaretz. Er war ab 2002 für den Fernsehsender Arutz 10 als Auslandskorrespondent tätig, bis er in die Knesset gewählt wurde. Er war von 2009 bis 2015 Abgeordneter in der Knesset für die Partei Meretz. 2013 unterlag er gegen den Politiker Ron Huldai im Kampf um das Bürgermeisteramt in Tel Aviv. An der Parlamentswahl nahm er nicht mehr teil.
Ende Juni 2019 wurde Horowitz zum Vorsitzenden seiner Partei gewählt. Im Juli 2022 gab Horowitz im Vorfeld der Wahlen 2022 bekannt, nicht erneut um den Vorsitz seiner Partei zu kandidieren.
Am 13. Juni 2021 wurde Horowitz als Minister für Gesundheit in das Kabinett Bennett-Lapid berufen.
Nitzan Horowitz lebt mit seinem Lebensgefährten in Tel Aviv.

## Preise und Auszeichnungen (Auswahl)
- Outstanding Parliamentarian Award durch das Israel Demokratie Institut